# Paul Bensussan
Pour les articles homonymes, voir Bensussan.
Paul Bensussan (/pɔl bɛn.sy.sɑ̃/ ; ), né le 2 octobre 1957 à Mascara, est un médecin, auteur et orateur français.
Il est connu pour ses interventions et expertises psychiatriques controversées au cours d'affaires judiciaires sensibles, telles que l'affaire d'Outreau et pour son militantisme en faveur de la reconnaissance de la théorie polémique du syndrome d'aliénation parentale.

## Biographie

### Famille
Paul Bensussan naît le 2 octobre 1957 à Mascara, alors en Algérie française.

### Formation
Il obtient en 1985 à la faculté de médecine de l'université Paris Diderot – Paris VII un diplôme d'État de docteur en médecine, puis un certificat d'études spécialisées (CES) en psychiatrie. À l'université Pierre et Marie Curie - Paris VI il obtient en 1986 un diplôme d'études approfondies (DEA) de neuropsychopharmacologie et psychopathologie des comportements.
Il est interne des hôpitaux psychiatriques de Paris, puis prépare le Diplôme d'université de criminologie du professeur André Féline, au Kremlin-Bicêtre. En 2001 il complète sa formation par un diplôme d'université (DU) de sexologie et santé publique.

### Carrière professionnelle
Paul Bensussan est expert psychiatre près la cour d'appel de Versailles depuis 1996, agréé par la Cour de cassation depuis 2007 et par la Cour pénale internationale de La Haye depuis 2011,.
Il est installé à Versailles en cabinet libéral, en activité professionnelle depuis 1983.
Depuis 2000 il enseigne à l'université de Paris : de 2000 à 2008 à la faculté de médecine Lariboisière Saint-Louis de l'université Paris Diderot – Paris VII, et depuis 2016 à l'université Paris Descartes – Paris V. Il a été le coordinateur et principal enseignant du module consacré à la délinquance sexuelle du diplôme universitaire (DU) de 3e cycle, et depuis 2016 il est chargé de cours en 1re et 2e années du diplôme inter-universitaire (DIU) de sexologie « Étude de la Sexualité humaine ».

### Approche expertale
En tant qu'expert judiciaire, Paul Bensussan intervient fréquemment dans des affaires où des enfants font état d'inceste de la part de leur père, avec une démarche contestée. Fervent soutien du syndrome d'aliénation parentale qu'il a vainement tenté de faire inscrire sur le DSM-5, il signe une tribune regrettant que « [son] absence des classifications actuelles [soit] souvent présentée comme la preuve de sa non-existence ». Il reconnait toutefois s'être prononcé dans une expertise sur la seule base d'une observation de fillettes en salle d'attente et reconnait qu'« Il serait excessif de parler d'entretien ».

## Domaines de recherche
Depuis 1998, dans la sphère de la justice et de la psychiatrie française, Paul Bensussan a travaillé et publié sur des sujets sensibles ou controversés, tels que les fausses allégations d'abus sexuels dans des séparations hautement conflictuelles, la dictature de l'émotion, l'aliénation parentale, la délinquance sexuelle, le poids de l'expertise dans la décision judiciaire, l'infanticide et la responsabilité pénale du malade mental criminel.
Il est considéré comme le chef de file français du lobby œuvrant pour l'insertion du syndrome d'aliénation parentale dans le DSM et tentant de le faire reconnaitre comme maladie.

### Les accusations infondées d'abus sexuel
Son avis médical sur le manque de crédibilité des enfants dans un procès en appel d'une affaire d'abus sexuels dans le cadre familial est très sévèrement jugé par la justice suisse. Celle-ci lui reproche un avis personnel manquant d'objectivité et entaché d'erreurs factuelles, tout en condamnant « les multiples casquettes endossées par ce spécialiste qui s’est mué en expert du prévenu, en sur-expert de l’expertise de crédibilité des enfants et en censeur du premier jugement »

#### L'élaboration d'une définition
Indexée sous la codification QE52 dans la Classification statistique internationale des maladies et des problèmes de santé connexes (CIM-11) adoptée en mai 2019 par les États membres de l'OMS, la mention d'aliénation parentale est finalement retirée en septembre 2020 précisant qu'il s'agissait d'un terme et d'une notion d'ordre juridique. Son inscription dans le Manuel diagnostique et statistique des troubles mentaux (DSM-5) publié en 2013 était prévue, mais ne s'est finalement pas faite car la définition incluait à l'époque une cause de ce désordre relationnel, à savoir le parent aliénant l'enfant.
En 2013 déjà, Paul Bensussan expliquait que « [l]a situation n'a plus rien à voir avec ce qui se passait il y a 20 ans, et de plus en plus de mères souffrent aujourd'hui d'éloignement avec leurs enfants ».

### L'affaire d'Outreau (2001-2015)
Paul Bensussan est intervenu comme témoin de la défense face aux sept experts de l'affaire d'Outreau, une affaire d'inceste et de proxénétisme très médiatisée.
Dans cette affaire, Paul Bensussan expose une différence entre vérité psychologique et vérité judiciaire. Cité en tant que témoin de la défense pour donner un avis sur la méthodologie des experts judiciaires, sans avoir examiné les enfants, il dénonce une « dictature de l'émotion » devant le récit de violences sexuelles faites aux enfants, et appelle à la prudence et au doute dans l'écoute des enfants, afin de ne pas porter atteinte aux droits élémentaires de la défense: les enfants victimes n'avaient pas été confrontés aux adultes qu'ils accusaient, et les experts psychologues avaient posé aux enfants des questions hautement inductrices.

### L'affaire Sarah Halimi
Dans l'affaire Sarah Halimi, le Dr Bensussan, le Professeur Frédéric Rouillon, le Docteur Elisabeth Meyer-Buisan ont été désignés en collégialité pour effectuer l'expertise psychiatrique. Elle conclut que M. Traoré, au moment des faits a été pris d'une bouffée délirante aiguë. L'expertise a été demandée par la juge Madame Ihuellou, à la suite de celle du Dr Daniel Zagury, premier expert psychiatre. Après la polémique qui a entouré et entoure encore cette conclusion d'irresponsabilité et ses effets, en tout état de cause, le Dr Bensussan a proclamé qu'en France on ne juge pas les fous

### "Requêtes" pour manquements déontologiques
En avril 2022, quatre associations spécialisées dans la protection de l'enfance et la lutte contre les violences sexuelles (CDP-Enfance, Collectif féministe contre le viol (CFCV), Innocence en danger et Réseau de professionnels pour la protection de l'enfance et l'adolescence (REPPEA)) portent plainte contre Paul Bensussan auprès du Conseil de l'Ordre des médecins, en lui demandant « de constater [s]es manquements déontologiques lors des expertises menées » et d'en tirer les conséquences, et demandent à la cour d'appel de Versailles de ne pas le réinscrire sur la liste des experts pouvant « être missionnés dans des dossiers de violences sur mineur ».
Ces "requêtes" s'appuieraient sur des dossiers d'expertises collectés lors de décisions rendues, où il apparaitrait que Paul Bensussan s'appuierait sur des entretiens sommaires ou sur de simples déductions probabilistes pour émettre des doutes sur les reproches d'agression sexuelle émis à l'encontre du père et conclure assez systématiquement à une forme d'aliénation parentale. Ces conclusions seraient aggravées par le fait qu'il entretiendrait un vernis pseudo-scientifique autour du syndrome d'aliénation parentale dont il serait un militant. Sa nomination comme expert en l'absence de tout diplôme ou en pédopsychiatrie s'opposerait, selon ces associations, au consensus établi par la commission d'audition de 2007 après l'affaire d'Outreau, et renouvelé par la Commission indépendante sur l'inceste et les violences sexuelles faites aux enfants (CIIVISE), même si ces consensus n'ont pas de valeur contraignante,.
Nonobstant, le Conseil départemental de l'Ordre des médecins des Yvelines a rejeté en septembre 2022 ces "requêtes" tendant à déférer à la Chambre disciplinaire de première instance les expertises judiciaires confiées à Paul Bensussan.

## Distinctions
- Chevalier de la Légion d'honneur 2010

## Publications
- Inceste, le piège du soupçon, Éd. Belfond, 1999  (ISBN 9782714436931).
- avec Florence Rault, La Dictature de l'émotion – la protection de l'enfance et ses dérives, Éd. Belfond, 2002 [PDF] [lire en ligne]  (ISBN 2714438865 et 9782714438867).
- avec Jacques Barillon, Le désir criminel, Éd. Odile Jacob, 2004  (ISBN 9782738113788 et 9782738171139).
- Ouvrage collectif Divorce & Séparation - L'aliénation parentale, Éd. Labor, juin 2005  (ISBN 2804020894).
- Ouvrage collectif La protection des enfants lors des séparations parentales conflictuelles, « Juge et Expert : pour une juste partition des rôles », Ed. Fondation pour l'Enfance, 2007.
- avec Jacques Barillon, Le nouveau code de la sexualité, Éd. Odile Jacob, 2007  (ISBN 9782738118660 et 9782738192219).
- Ouvrage collectif La famille pour grandir. De l'enfance cabossée à la famille rêvée sous la direction de Marc Favez, collection de l'École d'études sociales et pédagogiques de Lausanne, 2009  (ISBN 2882840551).
- Ouvrage collectif Traité de Psychiatrie Légale, Éd. Bruylant, 2017  (ISBN 9782802757511).
- Expertise psychiatrique civile et pénale, in Encyclopedia Universalis, janvier 2021 [lire en ligne].
- Les Troubles sexuels, in Encyclopedia Universalis, janvier 2021[lire en ligne].
- Ouvrage collectif Séparations conflictuelles et aliénation parentale, Enfant en danger, Éd. Chronique sociale, troisième édition revue et augmentée, 2021  (ISBN 978-2-36717-772-4).
- Ouvrage collectif, "Aliénation parentale" Regards croisés, sous la direction de Blandine Mallevaey, Éd. mare & martin, 2022  (ISBN 978-2-84934-605-1).

## Filmographie
En 2009, Paul Bensussan est incarné par Sidney Wernicke dans le docudrama Parcours meurtrier d'une mère ordinaire de Jean-Xavier de Lestrade qui reconstitue le procès de Véronique Courjault, jugée en juin 2009 pour avoir tué trois de ses bébés à leur naissance. Ce documentaire a été diffusé pour la première fois dans l'émission Hors Série sur France 3.